# Gobani
Gobani (znanstveno ime Boletus) so rod gliv iz družine cevark (Boletaceae).

## Značilnosti
Rod gobanov je bil v preteklosti definiran mnogo širše kot danes. Opisal ga je že Carl Linnaeus leta 1753 in je vseboval vse vrste z cevasto trosovnico namesto lističev. Sčasoma so mikologi vse več vrst izdvojili iz originalnega rodu in jim namenili svoje posebne rodove, kot so na primer grenivci (Tylopilus), dedi in turki (Leccinum), bakrenopori (Chalciporus), lupljivke (Suillus), itd.
Gobani tvorijo ektomikorizno simbiontsko povezavo s koreninskim sistemom določenih rastlin..
V zadnjem času se je s pomočjo genetskega sekvenciranja ugotovilo, da je bil rod gobanov močno polifiletičen in je le manjši del od originalih več kot 300 vrst ostal v temu rodu. Ostale vrste so bile premaknjene v ločene rodove.
Med vrstami, ki so še vedno uvrščene v rod gobanov, so vse užitne in zelo cenjene in priljubljene gobe. Vrste z rdečo trosovnico, med katerimi je tudi nekaj strupenih so bile premaknjene v rod rubinovcev (Rubroboletus). 

## Seznam gobanov najdenih v Sloveniji
- borov goban (Boletus pinophilus)
- črni goban (Boletus aereus)
- jesenski goban (Boletus edulis)
- modrinasti goban (Boletus thalassinus)
- poletni goban (Boletus reticulatus)